# Смолења вас
Смолења вас (словен. Smolenja vas) је насељено место у општини Ново Место, регија Југоисточна Словенија, Словенија.

## Историја
До територијалне реорганизације у Словенији била је у саставу старе општине Ново Место.

## Становништво
У попису становништва из 2011. године, Смолења вас је имала 487 становника.
| Број становника према пописима | Број становника према пописима | Број становника према пописима |
| ------------------------------ | ------------------------------ | ------------------------------ |
| 1991                           | 2002                           | 2011                           |
| 426                            | 464                            | 487                            |

Напомена: Године 1984. смањена за део насеља који је спојен са издвојеним деловима из насеља Потов Врх и Села при Ратежу спојен у ново самостално насеље Петелињек.